# River Roeburn
Der River Roeburn entsteht am Mallowdale Fell und Salter Fell nördlich des Wolfhole Crag im Forest of Bowland in Lancashire, England. Der River Roeburn entsteht aus einer größeren Zahl kleiner Abflüsse hat zahlreiche kleine Zuflüsse, deren einziger größere der Hunt’s Gill Beck ist. Der Fluss fließt in nördlicher Richtung und mündet beim Ort Wray in den River Hindburn.